# Prezidentské volby v Nigeru v roce 1996
Prezidentské volby se v Nigeru konaly ve dnech 7. a 8. července 1996. Následovaly po vojenském převratu, který sesadil z funkce prvního demokraticky zvoleného prezidenta Nigeru, Mahamaneho Ousmaneho, a po přijatí nové ústavy. Po převratu se do čela země postavil vůdce pučistů plukovník Ibrahim Baré Maïnassara. Ten také kandidoval v prezidentských volbách a se ziskem 52,22 % hlasů je vyhrál již v prvním kole. Voleb se zúčastnilo 66,4 % voličů.

## Situace před volbami
Při státním převratu 27. ledna 1996 plukovník Ibrahim Baré Maïnassara sesadil demokraticky zvoleného prezidenta Mahamaneho Ousmaneho. Tomu předcházel rok vzájemné blokády mezi prezidentem Ousmanem (Demokratická a sociální konvence) a parlamentní většinou premiéra Hamy Amadoua (Národní hnutí pro rozvoj společnosti). Pod dohledem armády byla vypracována nová ústava, která byla schválena v ústavním referendu 12. května 1996. Tato ústava posílila roli prezidenta.
V rozporu se svým původním prohlášením, že hlavou státu zůstane pouze přechodnou dobu, kandidoval Baré Maïnassara v červencových prezidentských volbách. O prezidentský úřad se ve volbách ucházel i svržený prezident Mahamane Ousmane a další tři kandidáti z hlavních politických stran, které kandidovaly v předchozích prezidentských volbách v roce 1993.

## Výsledky
Prvotní výsledky prezidentských voleb zařadily Ibrahima Barého Maïnassaru na poslední místo. Následně Maïnassara odvolal nezávislou státní volební komisi. Podle oficiálních výsledků Maïnassara vyhrál již v prvním kole se ziskem 52,22 % hlasů při volební účasti 66,4 % voličů. Konečné oficiální výsledky jsou považovány za silně zmanipulované.
| Kandidát                            | Politická strana                             | První kolo | První kolo |
| Kandidát                            | Politická strana                             | Hlasy      | %          |
| ----------------------------------- | -------------------------------------------- | ---------- | ---------- |
| Ibrahim Baré Maïnassara             | nezávislý                                    | 1 262 308  | 52,22 %    |
| Mahamane Ousmane                    | Demokratická a sociální konvence             | 477 431    | 19,75 %    |
| Mamadou Tandja                      | Národní hnutí pro rozvoj společnosti         | 378 322    | 15,65 %    |
| Mahamadou Issoufou                  | Nigerská strana pro demokracii a socialismus | 183 826    | 7,60 %     |
| Moumouni Adamou Djermakoye          | Nigerská aliance pro demokracii a pokrok     | 115 302    | 4,77 %     |
| Celkem                              | Celkem                                       | 2 417 189  | 100 %      |
|                                     |                                              |            |            |
| Platných hlasů                      | Platných hlasů                               | 2 417 189  | 95,73 %    |
| Neplatných hlasů                    | Neplatných hlasů                             | 107 830    | 4,27 %     |
| Celkem hlasů                        | Celkem hlasů                                 | 2 525 019  | 100 %      |
| Registrovaných voličů/volební účast | Registrovaných voličů/volební účast          | 3 804 750  | 66,36 %    |

## Situace po volbách
V témže roce, dne 23. listopadu 1996, se konaly parlamentní volby, které bojkotovalo osm hlavních opozičních stran. Důvodem bylo, že Baré Maïnassara odmítl obnovit nezávislou státní volební komisi v její původní podobě.